# Dilophothripa perfecta
Dilophothripa perfecta är en fjärilsart som beskrevs av Swinhoe 1919. Dilophothripa perfecta ingår i släktet Dilophothripa och familjen trågspinnare. Inga underarter finns listade i Catalogue of Life.